# دارين كريستي
دارين كريستي (21 نوفمبر 1984 بمبابان في سوازيلاند - ) هو لاعب كرة قدم سوازيلندي في مركز الوسط. شارك مع منتخب سوازيلاند لكرة القدم. أما مع النوادي، فقد لعب مع نادي إمبابان سوالوز وDelaware Fightin' Blue Hens men's soccer ‏.

## وصلات خارجية
- دارين كريستي على موقع قاعدة بيانات كرة القدم.إي يو (الإنجليزية)
- دارين كريستي على موقع ناشيونال فوتبول تيمز (الإنجليزية)